# Afganistan la Jocurile Olimpice
Afganistanul a participat pentru prima oară la Jocurile Olimpice în cadrul Jocurilor Olimpice de vară din 1936 de la Berlin și a concurat în cadrul a 13 Jocuri Olimpice de vară. Această țară nu a participat niciodată la o ediție a Jocurilor Olimpice de iarnă.
Înaintea Jocurilor Olimpice de vară din 2000 de la Sydney, Afganistanul a primit o interdicție de participare la JO, datorită regimului extremist al talibanilor care discrimina femeile. Odată cu înlăturarea acestui regim în 2002, interdicția s-a ridicat.
Afganistanul a obținut prima medalie olimpică la Jocurile Olimpice de vară din 2008 la proba sportivă de 58 kg masculin în cadrul taekwondo-ului prin Rohullah Nikpai, acesta repetându-și performanța la ediția din 2012 la categoria 68 kg.

## Medalii
Vezi și Medalii olimpice

### Medalii la Jocurile Olimpice de vară
| Jocuri Olimpice  | Sportivi        | Aur             | Argint          | Bronz           | Total           | Loc             |
| 1936 Berlin      | 14              | 0               | 0               | 0               | 0               | –               |
| 1948 Londra      | 31              | 0               | 0               | 0               | 0               | –               |
| 1952 Helsinki    | nu a participat | nu a participat | nu a participat | nu a participat | nu a participat | nu a participat |
| 1956 Melbourne   | 12              | 0               | 0               | 0               | 0               | –               |
| 1960 Roma        | 12              | 0               | 0               | 0               | 0               | –               |
| 1964 Tokyo       | 8               | 0               | 0               | 0               | 0               | –               |
| 1968 Mexico City | 5               | 0               | 0               | 0               | 0               | –               |
| 1972 München     | 8               | 0               | 0               | 0               | 0               | –               |
| 1976 Montreal    | nu a participat | nu a participat | nu a participat | nu a participat | nu a participat | nu a participat |
| 1980 Moscova     | 13              | 0               | 0               | 0               | 0               | –               |
| 1984 Los Angeles | nu a participat | nu a participat | nu a participat | nu a participat | nu a participat | nu a participat |
| 1988 Seul        | 5               | 0               | 0               | 0               | 0               | –               |
| 1992 Barcelona   | nu a participat | nu a participat | nu a participat | nu a participat | nu a participat | nu a participat |
| 1996 Atlanta     | 1               | 0               | 0               | 0               | 0               | –               |
| 2000 Sydney      | nu a participat | nu a participat | nu a participat | nu a participat | nu a participat | nu a participat |
| 2004 Atena       | 5               | 0               | 0               | 0               | 0               | –               |
| 2008 Beijing     | 4               | 0               | 0               | 1               | 1               | 80              |
| 2012 Londra      | 6               | 0               | 0               | 1               | 1               | 79              |
| Total            |                 | 0               | 0               | 2               | 2               | 132             |

Notă: Afganistan a primit o interdicție de participare la Sydney 2000 datorită discriminării asupra femeilor din regimul taliban.

### Medalii după sport
| Sport     | Aur | Argint | Bronz | Total |
| Taekwondo | 0   | 0      | 0     | 2     |
| Total     | 0   | 0      | 2     | 2     |

## Medaliați
| Medalie | Nume            | Ediție       | Sport     | Probă            |
| ------- | --------------- | ------------ | --------- | ---------------- |
| Bronz   | Rohullah Nikpai | 2008 Beijing | Taekwondo | 58 kg - masculin |
| Bronz   | Rohullah Nikpai | 2012 Londra  | Taekwondo | 68 kg - masculin |